# Noctis (STIB)
Pour les articles homonymes, voir Noctis.
Noctis est un réseau de Bus de nuit exploité par la STIB au sein de la Région de Bruxelles-Capitale, mis en service le 20 avril 2007 et exploité uniquement les nuits de vendredi à samedi et de samedi à dimanche, de minuit (0 h 15) à 2 h 45 du matin. Il est constitué depuis le 9 avril 2010 de 11 lignes qui relient le centre de Bruxelles aux autres communes de la Région bruxelloise.

## Histoire

### Origines
Entre 1978 et 1987, un service d'autobus de nuit desservait Bruxelles à l'aide d'une ligne circulaire en forme d'étoile. Par la suite, les usagers nocturnes avertis pouvaient bénéficier de l’Interdépôt, navette de service accessible également au public avec les titres de transport habituels mais ne faisant l'objet d'aucune promotion (horaires diffusés exclusivement en interne et absence de signalétique aux arrêts desservis).
Par ailleurs, chaque année à la Saint-Sylvestre, la STIB mettait en place une desserte nocturne par autobus. Ce réseau gratuit et activé uniquement à cette occasion faisait l'objet d'une forte promotion (édition de plans et affichettes, notamment). Il a fait office de précurseur de ce que deviendra le réseau Noctis.

### Avènement du Noctis
Le projet pilote était basé sur la ligne 71, baptisée N71 qui fut lancée le 21 février 2003. Cette dernière fut par la suite partiellement remplacée par la ligne N09. La nouvelle N71 ne roulait plus les nuits du vendredi au samedi et du samedi au dimanche, mais a été exploitée les nuits du jeudi au vendredi, à raison d’un bus toutes les 20 minutes. À la suite de la restructuration du réseau, la N71 a été supprimée le 5 septembre 2008.
Les lignes N03, N66 et N99 ont également été supprimées à cette même date à la suite de la restructuration du réseau nocturne. La ligne N30 a été supprimée le 11 février 2008.
Initialement, une tarification spécifique a été instaurée : 3 € par trajet, soit environ le double du prix normal hors abonnement. Les abonnés pouvaient payer un supplément mensuel de 7 € ou annuel de 70 € afin que leur abonnement couvre également les trajets Noctis. Dans la négative, ils étaient invités à payer leur trajet au voyage ou par l’intermédiaire d’une carte spéciale donnant droit à 10 trajets à un tarif réduit au prix de 21 €.
Notons toutefois que depuis février 2009, lors de l’adaptation tarifaire annuelle, les tarifs Noctis se sont alignés sur ceux pratiqués en journée réduisant ainsi de 1 € le prix du ticket en cas d’achat de celui-ci dans le véhicule.
Le gouvernement bruxellois a adopté définitivement la réforme du réseau de bus de nuit Noctis, en liaison avec le système de taxis collectifs Collecto circulant toutes les nuits de minuit à six heures du matin qui complémentaire aux lignes Noctis et qui est accessible aux abonnés de la STIB à un tarif moindre.
Le réseau Noctis a failli être abandonné pour cause de réduction des dépenses. Le 9 avril 2010, le réseau est drastiquement réduit, passant de 17 à 11 lignes, avec départ depuis la Bourse au lieu de De Brouckère. Argument du gouvernement : les lignes conservées totalisent 84 % de l’ensemble de la clientèle de Noctis. L’horaire reste étriqué : de minuit à plus ou moins trois heures moins le quart du matin, uniquement les vendredis et samedis soir. Ce qui n’est sans doute pas de nature à garantir le succès du réseau nocturne. Cette réforme a entraîné une diminution du coût d’exploitation pour la Région de Bruxelles-Capitale de 2,2  à   1,5 million d’euros par an.
Le 14 mars 2011, le terminus de toutes les lignes est déplacé de Bourse à Anneessens.
Depuis le 29 juin 2015, le terminus Noctis change pour la troisième fois de lieu, il se fait dès lors depuis la Gare Centrale. L'itinéraire des bus forme une boucle autour du centre-ville.

## Réseau

### Lignes en service
| Ligne | Terminus                               | Dépôt        | Comparatif avec le réseau de jour                                                        |
| ----- | -------------------------------------- | ------------ | ---------------------------------------------------------------------------------------- |
| (N04) | Gare Centrale ↔ Cimetière de Bruxelles | Haren        | Suit l’axe Nord-Sud et de nombreuses lignes de bus et de tramway.                        |
| (N05) | Gare Centrale ↔ Crainhem               | Haren        | Suit plusieurs lignes dont les bus 29 et 63                                              |
| (N06) | Gare Centrale ↔ Musée du Tram          | Haren        | Mélange de plusieurs lignes de bus et de tramway.                                        |
| (N08) | Gare Centrale ↔ Wiener                 | Delta        | Suit le trajet de la ligne 95                                                            |
| (N09) | Gare Centrale ↔ Herrmann-Debroux       | Delta        | Dessert Herrmann-Debroux en suivant globalement les lignes 34 et 71                      |
| (N10) | Gare Centrale ↔ Fort-Jaco              | Jacques Brel | Dessert Fort-Jaco en suivant globalement les lignes 60 et 92                             |
| (N11) | Gare Centrale ↔ Homborch               | Petite-Île   | Dessert Homborch via la gare d'Uccle Calevoet en suivant globalement les lignes 43 et 51 |
| (N12) | Gare Centrale ↔ Stalle (P)             | Jacques Brel | Dessert Stalle en suivant la ligne 97                                                    |
| (N13) | Gare Centrale ↔ Westland Shopping      | Petite-Île   | Dessert le Westland Shopping en suivant les lignes 46 et 89                              |
| (N16) | Gare Centrale ↔ Berchem Station        | Jacques Brel | Dessert la gare de Berchem en suivant les lignes 19 et 82                                |
| (N18) | Gare Centrale ↔ Heysel                 | Marly        | Dessert le Heysel en suivant les lignes 6 et 93                                          |

### Anciennes lignes
| Ligne | Terminus                                                       | Descriptif                    |
| ----- | -------------------------------------------------------------- | ----------------------------- |
| N01   | De Brouckère ↔ Peter Benoit                                    | Supprimée le 9 avril 2010     |
| N02   | De Brouckère ↔ Saint-Vincent                                   | Supprimée le 9 avril 2010     |
| N03   | De Brouckère ↔ Bordet Station                                  | Supprimée le 9 avril 2010     |
| N07   | De Brouckère ↔ Herrmann-Debroux                                | Supprimée le 9 avril 2010     |
| N14   | De Brouckère ↔ Westland Shopping                               | Supprimée le 9 avril 2010     |
| N15   | De Brouckère ↔ Hunderenveld                                    | Supprimée le 9 avril 2010     |
| N17   | De Brouckère ↔ Heysel (via Miroir)                             | Supprimée le 9 avril 2010     |
| N30   | Gare du Midi ↔ Rogier (le long de l’axe Nord-Sud)              | Supprimée le 11 février 2008  |
| N66   | Gare du Midi ↔ De Brouckère ↔ Gare du Midi (sens anti-horaire) | Supprimée le 5 septembre 2008 |
| N99   | Gare du Midi ↔ De Brouckère ↔ Gare du Midi (sens horaire)      | Supprimée le 5 septembre 2008 |

## Tarification et financement
La tarification des lignes de la Société des transports intercommunaux de Bruxelles repose sur la carte MOBIB et sur deux systèmes décrits dans l'article  Tarification des transports en commun de la région de Bruxelles :
- Les titres Brupass et Brupass XL mis en place en février 2021 permettant l'accès aux réseaux STIB, TEC, De Lijn et SNCB ;
- Les titres propres à la STIB valables uniquement sur ses lignes.

Une exception majeure, la desserte de l'aéroport de Bruxelles-National par la ligne 12 au départ dudit aéroport : elle nécessite un titre ou abonnement « Go2City », mais un trajet à destination de l'aéroport peut s'effectuer avec un titre STIB ou Brupass.
Au lancement du réseau Noctis, une tarification spéciale de 3 € par voyage a été mise en œuvre. La justification d’un tarif plus élevé et distinct du réseau de jour est que l’exploitation d’un réseau de nuit est plus coûteuse. Depuis février 2009, le réseau Noctis est accessible avec la tarification de journée.
Le financement du fonctionnement de la ligne, entretien, matériel et charges de personnel, est assuré par la STIB.